# 西藏温泉蛇
西藏温泉蛇（学名：Thermophis baileyi）又名温泉蛇，为游蛇科温泉蛇属的爬行动物，是中国的特有物种。分布于西藏等地，常栖息于西藏海拔4000米左右温泉附近。其生存的海拔范围为3960至4440米。该物种的模式产地在西藏。